# اصل آشنایی
اصل آشنایی یا اثر مواجهه صرف  (به انگلیسی: Mere-exposure effect) یک پدیده روانشناختی است که بیان می‌کند افراد صرفاً به دلیل آشنایی با چیزی به آن تمایل دارند. به عبارت دیگر این اثر باعث می‌شود مردم چیزهایی را ترجیح ‌دهند که برای آن‌ها آشنا است. نخستین بار در سال 1968 یک روانشناس اجتماعی به نام رابرت زاینتس (به انگلیسی: Robert Zajonc) مقاله‌ای را منتشر کرد که در آن درمورد اثر مواجهه صرف صحبت کرده بود. فرضیه او در مورد این اثر این بود که صرفاً قرار گرفتن در معرض چیزی به طور مكرر، كافی است تا افراد آن چیز را درست بدانند یا ترجیح داده و دوست داشته باشند. 
آزمایشی به نام  «نگرشی به تاثیر مواجهه محض» (به انگلیسی: ATTITUDINAL EFFECTS OF MERE EXPOSURE ) در سال 1968 در دانشگاه میشیگان  توسط رابرت زاینتس انجام شد. در این آزمایش در صفحه اول روزنامه‌ی ویژه دانشجویان،  پنج کلمه بی‌معنی که ظاهرا ترکی بودند به مدت چند هفته در یک کادر چاپ شد. تعداد دفعات چاپ لغات متفاوت بود. یک کلمه فقط یک بار چاپ شد بعضی دو بار یا چند بار و یک لغت 25 بار. بعد از اتمام چاپ به دانشجویان پرسش‌نامه‌ای داده شد که کلمات بر روی آن درج بود و از آنها خواسته شد که بگویند کدام کلمه حس خوبی یا بدی به آنها می‌دهد. دانشجویان کلماتی را که بیشتر چاپ شده بود به عنوان کلماتی که حس خوبی به آنها میداد انتخاب کردند. نتایج این آزمایش بارها با آزمایش‌های دیگری که در آنها از حروف چینی، صورتک و اشکال هندسی استفاده شده بود مجددا تایید شد. اثر مواجه محض با ضمیر خودآگاه ارتباطی ندارد و کاملا مرتبط به ضمیر ناخودآگاه است. در مطالعات مربوط به جذابیت بین فردی، هرچه بیشتر کسی شخص را ببیند، آن شخص را خوشایندتر و دوست داشتنی تر می‌یابد.
اثر مواجهه صرف مختص انسان‌ها نیست. یکی از همکاران رابرت زاینتس دو تخم‌مرغ بارور شده را برای مدتی در معرض صداهایی متفاوت قرار داد بعد از اینکه جوجه‌ها به دنیا آمدند (از تخم درآمدند) با شنیدن همان صداهایی که در زمان در تخم بودند برای آنها پخش می‌شد اضطراب کمتری(distress calls)  از خود نشان می‌دادند.